# A-Jugend Handball-Bundesliga 2016/17
Die Saison 2016/17 der A-Jugend Handball-Bundesliga war die sechste Spielzeit der höchsten deutschen Spielklasse im Handball der männlichen Jugend. Sie startete am 10. September 2016 und endete am 3. Juni 2017. Die A-Jugend-Bundesliga 2016/17 wurde vom DHB ausgerichtet. Titelverteidiger war der SC DHfK Leipzig. Deutscher Meister wurde zum ersten Mal die HSG Dutenhofen/Münchholzhausen, die U19 des Bundesligisten HSG Wetzlar.

## Staffeleinteilung
| - VfL Bad Schwartau - Füchse Berlin Reinickendorf - SG HC Bremen/Hastedt - TSV Burgdorf - LHC Cottbus - SG Flensburg-Handewitt - HSV Hamburg - Eintracht Hildesheim - THW Kiel - SC Magdeburg - 1. VfL Potsdam - HC Empor Rostock | - NSG EHV/Nickelhütte Aue - HSG Dutenhofen/Münchholzhausen - ThSV Eisenach - TSG Friesenheim - TV Gelnhausen - TVG JA Großwallstadt - HSG Hanau - HSG Hochheim/Wicker - TV Hüttenberg - SC DHfK Leipzig - JSG Leutershausen/Heddesheim - HSG Wiesbaden | - Bergischer HC 06 - TSV Bayer Dormagen - ART Düsseldorf - TuSEM Essen - TuS Ferndorf - VfL Gummersbach - HSG Herdecke/Ende - HSG Handball Lemgo - JSG Melsungen/Körle/Guxhagen - TSV GWD Minden - JSG NSM-Nettelstedt - Neusser HV | - JSG Balingen/Weilstetten - TV Bittenfeld 1898 - JSG Echaz/Erms - JH Flein/Horkheim - Frisch Auf Göppingen - HSG Konstanz - SG Kronau/Östringen - SG Meißenheim/Nonnenweier - HSG Ostfildern - SG Ottenheim/Altenheim - SG Pforzheim/Eutingen - SV 64 Zweibrücken |

## Staffel Nord

### Tabelle
Die Tabelle der A-Jugend Bundesliga Nord 2016/17 zeigt die Tabellenkonstellation.
Die Erst- und Zweitplatzierten am 22. Spieltag nahmen am Viertelfinale zur Deutschen Meisterschaft 2017 teil.
| TSV Burgdorf |

| HSV Hamburg |

| Füchse Berlin Reinickendorf |

| SG Flensburg-Handewitt |

| SC Magdeburg |

| VfL Bad Schwartau |

| THW Kiel |

| HC Empor Rostock |

| Eintracht Hildesheim |

| SG HC Bremen/Hastedt |

| LHC Cottbus |

| 1. VfL Potsdam |

| TSV Burgdorf |

| HSV Hamburg |

| Füchse Berlin Reinickendorf |

| SG Flensburg-Handewitt |

| SC Magdeburg |

| VfL Bad Schwartau |

| THW Kiel |

| HC Empor Rostock |

| Eintracht Hildesheim |

| SG HC Bremen/Hastedt |

| LHC Cottbus |

| 1. VfL Potsdam |

### Entscheidungen
|  | Teilnehmer am Viertelfinale um die Deutsche Meisterschaft/Teilnahme an der A-Jugend Bundesliga 2017/18 |
|  | Teilnahme an der A-Jugend Bundesliga 2017/18                                                           |

### Kreuztabelle
Die Kreuztabelle stellt die Ergebnisse aller Spiele dieser Saison dar. Die Heimmannschaft ist in der linken Spalte, die Gastmannschaft in der oberen Zeile aufgelistet.
| 2016/17                     | Ber     | Bur     | Ham     | Fle     | Mag     | Bad     | Kie     | Ros     | Hil     | Cot     | Bre     | Pot     |
| --------------------------- | ------- | ------- | ------- | ------- | ------- | ------- | ------- | ------- | ------- | ------- | ------- | ------- |
| Füchse Berlin Reinickendorf |         | 30 : 22 | 34 : 27 | 37 : 28 | 35 : 20 | 36 : 28 | 29 : 25 | 40 : 21 | 39 : 24 | 41 : 22 | 51 : 18 | 39 : 21 |
| TSV Burgdorf                | 27 : 25 |         | 30 : 29 | 24 : 23 | 33 : 26 | 29 : 14 | 31 : 23 | 32 : 23 | 27 : 16 | 42 : 19 | 33 : 29 | 31 : 16 |
| HSV Hamburg                 | 29 : 22 | 27 : 24 |         | 26 : 24 | 26 : 26 | 36 : 23 | 32 : 29 | 39 : 24 | 30 : 12 | 40 : 23 | 38 : 24 | 35 : 20 |
| SG Flensburg-Handewitt      | 29 : 30 | 30 : 39 | 28 : 31 |         | 30 : 23 | 26 : 28 | 27 : 23 | 40 : 24 | 41 : 27 | 50 : 23 | 42 : 24 | 34 : 27 |
| SC Magdeburg                | 25 : 34 | 22 : 30 | 22 : 26 | 26 : 31 |         | 30 : 25 | 25 : 25 | 17 : 19 | 29 : 27 | 42 : 27 | 32 : 26 | 36 : 18 |
| VfL Bad Schwartau           | 20 : 35 | 31 : 38 | 35 : 36 | 23 : 28 | 25 : 26 |         | 28 : 25 | 33 : 27 | 22 : 21 | 33 : 30 | 35 : 25 | 37 : 26 |
| THW Kiel                    | 19 : 33 | 23 : 36 | 29 : 27 | 19 : 27 | 21 : 25 | 36 : 31 |         | 31 : 20 | 30 : 26 | 38 : 29 | 34 : 31 | 25 : 16 |
| HC Empor Rostock            | 21 : 32 | 27 : 36 | 24 : 33 | 20 : 24 | 21 : 33 | 24 : 32 | 30 : 28 |         | 28 : 27 | 25 : 18 | 32 : 24 | 26 : 18 |
| Eintracht Hildesheim        | 22 : 31 | 23 : 43 | 24 : 36 | 29 : 27 | 28 : 26 | 33 : 33 | 24 : 22 | 25 : 27 |         | 28 : 29 | 35 : 17 | 32 : 25 |
| LHC Cottbus                 | 20 : 35 | 25 : 42 | 22 : 30 | 23 : 29 | 23 : 40 | 23 : 30 | 26 : 28 | 30 : 30 | 25 : 31 |         | 31 : 27 | 22 : 21 |
| SG HC Bremen/Hastedt        | 30 : 49 | 19 : 41 | 20 : 33 | 30 : 34 | 24 : 31 | 28 : 34 | 21 : 36 | 21 : 27 | 21 : 30 | 33 : 32 |         | 24 : 24 |
| 1. VfL Potsdam              | 19 : 32 | 22 : 33 | 23 : 33 | 29 : 32 | 16 : 31 | 23 : 32 | 17 : 30 | 28 : 21 | 21 : 27 | 26 : 27 | 23 : 34 |         |

| Heimsieg | Unentschieden | Auswärtssieg |

## Staffel Ost

### Tabelle
Die Tabelle der A-Jugend Bundesliga Ost 2016/17 zeigt die Tabellenkonstellation.
Die Erst- und Zweitplatzierten am 22. Spieltag nahmen am Viertelfinale zur Deutschen Meisterschaft 2017 teil.
| HSG Dutenhofen/Münchholzhausen |

| SC DHfK Leipzig |

| TVG JA Großwallstadt |

| 1 |

| 2 |

| TV Gelnhausen |

| TSG Friesenheim |

| ThSV Eisenach |

| NSG EHV/Nickelhütte Aue |

| JSG Leutershausen/Heddesheim |

| HSG Wiesbaden |

| TV Hüttenberg |

| HSG Dutenhofen/Münchholzhausen |

| SC DHfK Leipzig |

| TVG JA Großwallstadt |

| 1 |

| 2 |

| TV Gelnhausen |

| TSG Friesenheim |

| ThSV Eisenach |

| NSG EHV/Nickelhütte Aue |

| JSG Leutershausen/Heddesheim |

| HSG Wiesbaden |

| TV Hüttenberg |

### Entscheidungen
|  | Teilnehmer am Viertelfinale um die Deutsche Meisterschaft/Teilnahme an der A-Jugend Bundesliga 2017/18 |
|  | Teilnahme an der A-Jugend Bundesliga 2017/18                                                           |

### Kreuztabelle
Die Kreuztabelle stellt die Ergebnisse aller Spiele dieser Saison dar. Die Heimmannschaft ist in der linken Spalte, die Gastmannschaft in der oberen Zeile aufgelistet.
| 2016/17                        | Dut     | Lei     | Gro     | Han     | Gel     | Fri     | Hoc     | Aue     | Eis     | Wie     | Leu     | Hüt     |
| ------------------------------ | ------- | ------- | ------- | ------- | ------- | ------- | ------- | ------- | ------- | ------- | ------- | ------- |
| HSG Dutenhofen/Münchholzhausen |         | 26 : 23 | 31 : 20 | 28 : 16 | 24 : 16 | 37 : 21 | 34 : 16 | 36 : 15 | 0 : 0   | 32 : 17 | 33 : 22 | 39 : 19 |
| SC DHfK Leipzig                | 24 : 24 |         | 28 : 27 | 35 : 24 | 30 : 25 | 32 : 25 | 23 : 17 | 36 : 30 | 35 : 24 | 24 : 20 | 34 : 24 | 35 : 17 |
| TVG JA Großwallstadt           | 25 : 36 | 29 : 30 |         | 33 : 26 | 30 : 32 | 30 : 30 | 27 : 26 | 37 : 23 | 50 : 27 | 26 : 20 | 39 : 24 | 31 : 30 |
| HSG Hanau                      | 22 : 38 | 25 : 32 | 24 : 25 |         | 22 : 17 | 25 : 26 | 37 : 26 | 34 : 28 | 46 : 05 | 26 : 21 | 36 : 17 | 34 : 27 |
| TV Gelnhausen                  | 24 : 34 | 28 : 31 | 26 : 25 | 21 : 22 |         | 28 : 27 | 30 : 25 | 22 : 34 | 0 : 0   | 27 : 21 | 25 : 23 | 29 : 21 |
| TSG Friesenheim                | 25 : 41 | 22 : 27 | 35 : 25 | 30 : 33 | 25 : 31 |         | 32 : 24 | 37 : 27 | 33 : 26 | 26 : 28 | 24 : 25 | 35 : 30 |
| HSG Hochheim/Wicker            | 30 : 31 | 21 : 23 | 27 : 34 | 19 : 25 | 34 : 22 | 33 : 34 |         | 29 : 25 | 38 : 33 | 27 : 18 | 28 : 22 | 26 : 26 |
| NSG EHV/Nickelhütte Aue        | 21 : 28 | 19 : 27 | 26 : 34 | 21 : 24 | 23 : 32 | 34 : 28 | 22 : 29 |         | 34 : 29 | 22 : 21 | 32 : 24 | 23 : 21 |
| ThSV Eisenach                  | 21 : 32 | 24 : 28 | 29 : 29 | 28 : 29 | 32 : 30 | 24 : 30 | 16 : 27 | 31 : 23 |         | 31 : 29 | 26 : 32 | 31 : 34 |
| HSG Wiesbaden                  | 15 : 30 | 22 : 27 | 29 : 32 | 29 : 26 | 24 : 30 | 25 : 29 | 25 : 31 | 27 : 33 | 25 : 32 |         | 25 : 24 | 29 : 21 |
| JSG Leutershausen/Heddesheim   | 11 : 27 | 25 : 29 | 25 : 32 | 21 : 30 | 24 : 32 | 22 : 27 | 20 : 31 | 30 : 25 | 23 : 39 | 23 : 32 |         | 29 : 28 |
| TV Hüttenberg                  | 20 : 28 | 24 : 25 | 28 : 35 | 27 : 28 | 24 : 34 | 31 : 31 | 27 : 29 | 29 : 19 | 24 : 21 | 26 : 25 | 19 : 21 |         |

| Heimsieg | Unentschieden | Auswärtssieg |

## Staffel West

### Tabelle
Die Tabelle der A-Jugend Bundesliga West 2016/17 zeigt die Tabellenkonstellation.
Die Erst- und Zweitplatzierten am 22. Spieltag nehmen am Viertelfinale zur Deutschen Meisterschaft 2017 teil.
| TSV GWD Minden |

| 3 |

| HSG Handball Lemgo |

| 1 |

| 4 |

| 2 |

| TuSEM Essen |

| JSG Melsungen/Körle/Guxhagen |

| Bergischer HC 06 |

| TuS Ferndorf |

| HSG Herdecke/Ende |

| JSG NSM-Nettelstedt |

| TSV GWD Minden |

| 3 |

| HSG Handball Lemgo |

| 1 |

| 4 |

| 2 |

| TuSEM Essen |

| JSG Melsungen/Körle/Guxhagen |

| Bergischer HC 06 |

| TuS Ferndorf |

| HSG Herdecke/Ende |

| JSG NSM-Nettelstedt |

### Entscheidungen
|  | Teilnehmer am Viertelfinale um die Deutsche Meisterschaft/Teilnahme an der A-Jugend Bundesliga 2017/18 |
|  | Teilnahme an der A-Jugend Bundesliga 2017/18                                                           |

### Kreuztabelle
Die Kreuztabelle stellt die Ergebnisse aller Spiele dieser Saison dar. Die Heimmannschaft ist in der linken Spalte, die Gastmannschaft in der oberen Zeile aufgelistet.
| 2016/17                      | Min     | Dor     | Lem     | Düs     | Ess     | Gum     | Neu     | Fer     | Mel     | Ber     | Net     | Her     |
| ---------------------------- | ------- | ------- | ------- | ------- | ------- | ------- | ------- | ------- | ------- | ------- | ------- | ------- |
| TSV GWD Minden               |         | 34 : 26 | 32 : 22 | 35 : 21 | 31 : 20 | 27 : 26 | 38 : 32 | 36 : 25 | 26 : 21 | 32 : 20 | 32 : 22 | 33 : 17 |
| TSV Bayer Dormagen           | 29 : 26 |         | 36 : 25 | 25 : 25 | 33 : 24 | 28 : 27 | 34 : 19 | 34 : 20 | 27 : 19 | 30 : 22 | 43 : 25 | 32 : 18 |
| HSG Handball Lemgo           | 17 : 35 | 20 : 28 |         | 32 : 29 | 27 : 27 | 30 : 23 | 25 : 24 | 27 : 29 | 36 : 26 | 28 : 26 | 28 : 26 | 40 : 23 |
| ART Düsseldorf               | 27 : 39 | 26 : 33 | 23 : 29 |         | 35 : 25 | 40 : 34 | 29 : 29 | 36 : 36 | 27 : 30 | 28 : 27 | 39 : 29 | 34 : 28 |
| TuSEM Essen                  | 25 : 26 | 18 : 30 | 27 : 27 | 28 : 34 |         | 32 : 27 | 30 : 21 | 32 : 32 | 34 : 24 | 38 : 27 | 40 : 27 | 33 : 28 |
| VfL Gummersbach              | 22 : 33 | 20 : 30 | 24 : 26 | 37 : 41 | 25 : 24 |         | 31 : 27 | 30 : 33 | 31 : 25 | 31 : 19 | 36 : 29 | 40 : 24 |
| Neusser HV                   | 15 : 36 | 17 : 41 | 29 : 30 | 25 : 24 | 27 : 27 | 22 : 24 |         | 34 : 30 | 29 : 29 | 27 : 22 | 37 : 21 | 31 : 28 |
| TuS Ferndorf                 | 24 : 37 | 22 : 33 | 26 : 31 | 30 : 31 | 30 : 34 | 27 : 46 | 27 : 21 |         | 33 : 36 | 28 : 26 | 32 : 37 | 27 : 28 |
| JSG Melsungen/Körle/Guxhagen | 21 : 27 | 15 : 26 | 24 : 28 | 25 : 26 | 30 : 30 | 27 : 27 | 24 : 27 | 25 : 26 |         | 22 : 28 | 30 : 28 | 34 : 28 |
| Bergischer HC 06             | 20 : 29 | 29 : 32 | 23 : 34 | 33 : 37 | 29 : 37 | 23 : 24 | 36 : 21 | 22 : 31 | 32 : 24 |         | 39 : 26 | 31 : 31 |
| JSG NSM-Nettelstedt          | 22 : 38 | 27 : 34 | 27 : 28 | 28 : 30 | 23 : 30 | 44 : 28 | 24 : 30 | 28 : 28 | 29 : 33 | 30 : 32 |         | 39 : 29 |
| HSG Herdecke/Ende            | 24 : 38 | 21 : 36 | 26 : 28 | 27 : 28 | 19 : 28 | 29 : 34 | 23 : 27 | 24 : 32 | 21 : 26 | 25 : 33 | 28 : 26 |         |

| Heimsieg | Unentschieden | Auswärtssieg |

## Staffel Süd

### Tabelle
Die Tabelle der A-Jugend Bundesliga Süd 2016/17 zeigt die Tabellenkonstellation.
Die Erst- und Zweitplatzierten am 22. Spieltag nahmen am Viertelfinale zur Deutschen Meisterschaft 2017 teil.
| SG Kronau/Östringen |

| JSG Balingen/Weilstetten |

| SV 64 Zweibrücken |

| Frisch Auf Göppingen |

| HSG Ostfildern |

| JSG Echaz/Erms |

| SG Pforzheim/Eutingen |

| TV Bittenfeld 1898 |

| HSG Konstanz |

| 1 |

| 2 |

| JH Flein/Horkheim |

| SG Kronau/Östringen |

| JSG Balingen/Weilstetten |

| SV 64 Zweibrücken |

| Frisch Auf Göppingen |

| HSG Ostfildern |

| JSG Echaz/Erms |

| SG Pforzheim/Eutingen |

| TV Bittenfeld 1898 |

| HSG Konstanz |

| 1 |

| 2 |

| JH Flein/Horkheim |

### Entscheidungen
|  | Teilnehmer am Viertelfinale um die Deutsche Meisterschaft/Teilnahme an der A-Jugend Bundesliga 2017/18 |
|  | Teilnahme an der A-Jugend Bundesliga 2017/18                                                           |

### Kreuztabelle
Die Kreuztabelle stellt die Ergebnisse aller Spiele dieser Saison dar. Die Heimmannschaft ist in der linken Spalte, die Gastmannschaft in der oberen Zeile aufgelistet.
| 2016/17                   | Kro     | Bal     | Ech     | Göp     | Zwe     | Ost     | Pfo     | Kon     | Bit     | Ott     | Mei     | Fle     |
| ------------------------- | ------- | ------- | ------- | ------- | ------- | ------- | ------- | ------- | ------- | ------- | ------- | ------- |
| SG Kronau/Östringen       |         | 30 : 34 | 33 : 26 | 24 : 23 | 38 : 29 | 32 : 24 | 27 : 22 | 32 : 28 | 34 : 24 | 29 : 25 | 36 : 31 | 45 : 26 |
| JSG Balingen/Weilstetten  | 33 : 26 |         | 30 : 32 | 28 : 33 | 33 : 37 | 31 : 25 | 30 : 24 | 35 : 30 | 29 : 25 | 38 : 29 | 34 : 14 | 43 : 31 |
| JSG Echaz/Erms            | 31 : 25 | 31 : 27 |         | 26 : 34 | 39 : 31 | 33 : 30 | 29 : 30 | 27 : 24 | 17 : 28 | 27 : 27 | 22 : 22 | 44 : 30 |
| Frisch Auf Göppingen      | 26 : 33 | 31 : 26 | 26 : 32 |         | 33 : 30 | 28 : 31 | 27 : 29 | 24 : 32 | 28 : 23 | 33 : 30 | 33 : 25 | 35 : 19 |
| SV 64 Zweibrücken         | 27 : 38 | 39 : 29 | 25 : 32 | 31 : 30 |         | 40 : 34 | 32 : 23 | 34 : 33 | 28 : 31 | 35 : 30 | 34 : 19 | 33 : 19 |
| HSG Ostfildern            | 34 : 34 | 27 : 33 | 33 : 26 | 20 : 27 | 30 : 29 |         | 24 : 28 | 38 : 26 | 33 : 24 | 31 : 25 | 26 : 20 | 37 : 17 |
| SG Pforzheim/Eutingen     | 26 : 33 | 22 : 23 | 31 : 26 | 28 : 31 | 27 : 29 | 27 : 33 |         | 32 : 25 | 29 : 21 | 29 : 23 | 36 : 25 | 43 : 20 |
| HSG Konstanz              | 26 : 28 | 32 : 33 | 32 : 32 | 29 : 27 | 32 : 31 | 31 : 33 | 25 : 27 |         | 25 : 27 | 34 : 31 | 28 : 27 | 35 : 28 |
| TV Bittenfeld 1898        | 29 : 31 | 26 : 27 | 27 : 31 | 23 : 27 | 26 : 29 | 38 : 31 | 24 : 22 | 28 : 29 |         | 33 : 31 | 28 : 29 | 41 : 25 |
| SG Ottenheim/Altenheim    | 27 : 33 | 26 : 35 | 37 : 31 | 31 : 34 | 37 : 34 | 27 : 19 | 26 : 26 | 29 : 36 | 32 : 32 |         | 29 : 18 | 35 : 22 |
| SG Meißenheim/Nonnenweier | 21 : 31 | 25 : 34 | 22 : 26 | 29 : 28 | 29 : 29 | 22 : 26 | 19 : 29 | 29 : 30 | 34 : 32 | 25 : 26 |         | 28 : 21 |
| JH Flein/Horkheim         | 25 : 38 | 23 : 33 | 30 : 45 | 22 : 35 | 20 : 36 | 22 : 24 | 25 : 35 | 28 : 42 | 26 : 35 | 35 : 38 | 28 : 31 |         |

| Heimsieg | Unentschieden | Auswärtssieg |

## Viertelfinale

### Qualifizierte Teams
Für das Viertelfinale qualifiziert sind:
| Gruppen 1. Füchse Berlin Reinickendorf HSG Dutenhofen/Münchholzhausen TSV GWD Minden SG Kronau/Östringen | Gruppen 2. TSV Burgdorf SC DHfK Leipzig TSV Bayer Dormagen JSG Balingen/Weilstetten |

### Ausgeloste Spiele & Ergebnisse
Im Viertelfinale traf immer ein Tabellenerster auf einen Tabellenzweiten einer anderen Staffel.
Die Gruppenersten hatten das Recht, das Rückspiel zu Hause auszutragen.
Die Hinspiele fanden am 29./30. April und 1. Mai 2017 statt, die Rückspiele am 6./7. Mai 2017.
| TSV Bayer Dormagen | HSG Dutenhofen/Münchholzhausen | 29.04. Sa. 15:00 Uhr | 06.05. Sa. 18:00 Uhr | 50 : 56 |
| TSV Bayer Dormagen | HSG Dutenhofen/Münchholzhausen | 26 : 26 (14 : 13)    | 24 : 30 (13 : 15)    | 50 : 56 |

 TSV Bayer Dormagen – HSG Dutenhofen/Münchholzhausen  26:26 (14:13)
Samstag, den 29. April 2017 in Dormagen, TSV Bayer Sportcenter, 416 Zuschauer
TSV Bayer Dormagen: Hottgenroth, Boieck – Hartmann  (8), Stutzke  (6), Morante Maldonado   (5/1), Stein (3), Jagieniak  (2), Bohrmann  (1), Andrejew (1), Pyzora, Kauwetter, Zeyen  , Toromanovic
Betreuer: Simon, Kriebel, Pütz, Paepenmüller
HSG Dutenhofen/Münchholzhausen: Klimpke, Weber – Rüdiger  (13/8), Weber      (7), Schreiber (3), Waldgenbach  (3), Reuschling, Parzeller , Weimer, Vatter, Sturm, Patt, Okpara  , Wassberg
Betreuer: Nober, Weber, Kraft
Schiedsrichter: Frederic Linker & Sascha Schmidt
 HSG Dutenhofen/Münchholzhausen – TSV Bayer Dormagen  30:24 (15:13)
Samstag, den 6. Mai 2017 in  Wetzlar, Sporthalle Dutenhofen, 800 Zuschauer
HSG Dutenhofen/Münchholzhausen: Klimpke, Weber – Rüdiger (9/1), Waldgenbach  (5), Schreiber (4), Reuschling  (3), Sturm (3), Weber (3), Okpara   (2), Vatter (1), Wassberg
Betreuer: Nober, Weber, Kraft
TSV Bayer Dormagen: Hottgenroth, Boieck – Stutzke  (9), Morante Maldonado  (7/5), Jagieniak  (3), Hartmann  (2), Bohrmann  (1), Toromanovic (1), Stein (1), Zeyen , Köster, Kauwetter, Andrejew
Betreuer: Simon, Kriebel, Pütz, Paepenmüller
Schiedsrichter: Fabian vom Dorff & Christian vom Dorff
| JSG Balingen/Weilstetten | Füchse Berlin Reinickendorf | 30.04. So. 15:00 Uhr | 07.05. So. 17:00 Uhr | 42 : 82 |
| JSG Balingen/Weilstetten | Füchse Berlin Reinickendorf | 22 : 39 (10 : 15)    | 20 : 43 (10 : 19)    | 42 : 82 |

 JSG Balingen/Weilstetten – Füchse Berlin Reinickendorf  22:39 (10:15)
Sonntag, den 30. April 2017 in Balingen, SparkassenArena, 800 Zuschauer
JSG Balingen/Weilstetten: Hocke, Seeger – Heinzelmann   (7/5), Villgrattner  (5/1), Single  (4), Kübler (2), Kaunz (1), Oehler (1), Bischoff (1), Weckenmann (1), Narr, Uttke , Fuoß, Schlagenhauf
Betreuer: Hotz, Foth, Kremer-Jung
Füchse Berlin Reinickendorf: Rau, Ferjan – Simak  (7), Matthes  (7), Schroeder (6), Pust (5), Urios Gonzalez (4), Rozman (4/3), Gerntke   (2), Schmitz  (1), Knauer (1), Schauer (1), Keskic (1), Butzke
Betreuer: Riemer, Hanning, Lüdtke, Rohloff
Schiedsrichter: Julian Köppl & Denis Regner
```
Füchse Berlin Reinickendorf – JSG Balingen/Weilstetten 
 43:20 (19:10)
```

Sonntag, den 7. Mai 2017 in Berlin, Lilli-Henoch-Sporthalle, 143 Zuschauer
Füchse Berlin Reinickendorf: Rau, Ferjan – Simak (8), Rozman (6/1), Pust  (6/3), Gerntke (4), Schroeder  (4), Matthes (4), Raguse (4), Keskic (3), Butzke  (2), Schmitz (1), Lüdtke (1/1), Knauer 
Betreuer: Riemer, Hanning, Lüdtke, Rohloff
JSG Balingen/Weilstetten: Hocke, Seeger – Single  (4), Heinzelmann   (4/3), Kübler (3), Schlagenhauf (2), Weckenmann   (2), Kaunz (1), Narr (1), Uttke  (1), Fuoß (1), Bischoff (1), Schmidberger 
Betreuer: Hotz, Foth, Ruminsky, Hauser
Schiedsrichter: Fabian Friedel & Rick Herrmann
| SC DHfK Leipzig | TSV GWD Minden | 30.04. So. 17:15 Uhr | 07.05. So. 17:30 Uhr | 58 : 53 |
| SC DHfK Leipzig | TSV GWD Minden | 31 : 27 (18 : 13)    | 27 : 26 (11 : 14)    | 58 : 53 |

 SC DHfK Leipzig – TSV GWD Minden  31:27 (18:13)
Sonntag, den 30. April 2017 in Leipzig, Arena Leipzig, 300 Zuschauer
SC DHfK Leipzig: Badstübner, Voigt – Esche (8), Löser  (8), Leubner (4), Emanuel (4/3), Wellner  (4), Wenzel (2), Ruoff (1), Seidler , Günther, Szép Kis
Betreuer: Henoch, Haber, Stockmar, Roscher
TSV GWD Minden: Zollitsch, Grabenstein – Staar  (7), Kister  (6/2), Brand (4), Strakeljahn (3), Jungmann (2), Nowatzki (2), Huckauf (2), Richtzenhain   (1), Theiss, Zwaka  , Nolting  , Jeske
Betreuer: Deistler, Bagats , Potthoff, Riesner
Schiedsrichter: Nils Blümel & Jörg Loppaschewski
 TSV GWD Minden – SC DHfK Leipzig  26:27 (14:11)
Sonntag, den 7. Mai 2017 in Minden, Hauptschule Dankersen, 400 Zuschauer
TSV GWD Minden: Zollitsch, Grabenstein – Nowatzki  (9), Brand   (4), Staar  (4), Richtzenhain   (3), Kister  (2/1), Jungmann (2), Zwaka (1), Strakeljahn (1), Theiss, Nolting, Jeske, Huckauf
Betreuer: Asweh, Bagats , Deistler, Riesner
SC DHfK Leipzig: Badstübner, Voigt – Emanuel  (7/3), Esche (6), Löser (5), Seidler      (3), Wellner   (3), Wenzel (2), Ruoff (1), Leubner, Günther, Burkhardt, Szép Kis
Betreuer: Henoch, Haber, Stockmar, Roscher
Schiedsrichter: Peter Behrens & Marc Fasthoff
| TSV Burgdorf | SG Kronau/Östringen | 01.05. Mo. 15:30 Uhr | 07.05. So. 17:00 Uhr | 64 : 58 |
| TSV Burgdorf | SG Kronau/Östringen | 33 : 26 (16 : 10)    | 31 : 32 (14 : 21)    | 64 : 58 |

 TSV Burgdorf – SG Kronau/Östringen 33:26 (16:10)
Montag, den 1. Mai 2017 in Burgdorf, Burgdorf GPS Schulzentrum, 400 Zuschauer
TSV Burgdorf: Wernlein, Wilde – Diebel    (8), Büchner (8/4), Donker   (6), Krenke (3), Foltyn  (3), Machate   (2), Mävers (1), Juric (1), Wetzker (1), Weiß, Range, Ayar
Betreuer: Kothe, Sanchez, Rau, Thiele
SG Kronau/Östringen: Studentkowski, Karch, Ebikeme, Gabrys – Röller   (7), Trost (6), Braun  (4), Kessler (3), Kleinlagel (3), Serwinski (2/2), Mohr  (1), Olbrich, Hoppner, Zehrbach
Betreuer: Knebel, Scholtes, Gärtner
Schiedsrichter: Fabian vom Dorff & Christian vom Dorff
SG Kronau/Östringen – TSV Burgdorf  32:31 (21:14)
Sonntag, den 7. Mai 2017 in Östringen, Stadthalle Östringen, 430 Zuschauer
SG Kronau/Östringen: Karch , Gabrys – Kleinlagel (6), Serwinski (6/6), Trost (5), Braun (5), Kessler   (5), Hoppner (4), Olbrich (1), Zehrbach, Pimpl , Röller  , Mohr, Meddeb
Betreuer: Knebel, Scholtes, Gärtner
TSV Burgdorf: Wernlein, Wilde – Diebel (11), Büchner  (7/1), Mävers (4), Donker  (4), Juric (2), Lutze(1), Foltyn  (1), Wetzker  (1), Krenke  , Weiß, Range, Machate
Betreuer: Kothe, Sanchez, Rau, Thiele
Schiedsrichter: Michael Kilp & Christoph Maier

## Halbfinale

### Qualifizierte Teams
Für das Halbfinale qualifiziert waren:
| Füchse Berlin Reinickendorf HSG Dutenhofen/Münchholzhausen TSV Burgdorf SC DHfK Leipzig | (Gruppenerster Staffel Nord) (Gruppenerster Staffel Ost) (Gruppenzweiter Staffel Nord) (Gruppenzweiter Staffel Ost) |

### Ausgeloste Spiele & Ergebnisse
Die Hinspiele fanden am 14./15. Mai 2017 statt, die Rückspiele am 20./21. Mai 2017.
| SC DHfK Leipzig | Füchse Berlin Reinickendorf | 15.05. Mo. 19:00 Uhr | 20.05. Sa. 16:30 Uhr | 62 : 65 |
| SC DHfK Leipzig | Füchse Berlin Reinickendorf | 28 : 30 (13 : 15)    | 34 : 35 (14 : 16)    | 62 : 65 |

 SC DHfK Leipzig – Füchse Berlin Reinickendorf  28:30 (13:15)
Montag, den 15. Mai 2017 in Leipzig, Sporthalle Brüderstraße, 517 Zuschauer
SC DHfK Leipzig: Badstübner, Voigt – Emanuel (8/2), Löser   (7), Wenzel (4), Esche (3), Ruoff  (3), Wellner   (2), Leubner (1), Seidler    , Günther, Burkhardt, Szép Kis
Betreuer: Henoch, Haber, Stockmar, Manteuffel
Füchse Berlin Reinickendorf: Rau, Ferjan – Knauer   (9), Rozman  (6/4), Simak    (5), Matthes   (5), Raguse (3), Urios Gonzalez  (1), Schauer (1), Gerntke, Schroeder, Schmitz, Pust, Butzke 
Betreuer: Riemer, Hanning, Lüdtke, Rohloff
Schiedsrichter: Robert Schulze & Tobias Tönnies
```
Füchse Berlin Reinickendorf – SC DHfK Leipzig 
 35:34 (16:14)
```

Samstag, den 20. Mai 2017 in Berlin, Lilli-Henoch-Sporthalle, 275 Zuschauer
Füchse Berlin Reinickendorf: Rau, Ferjan – Rozman   (11/4), Simak  (8), Raguse (7), Pust (4), Matthes (2), Urios Gonzalez (1), Schroeder  (1), Knauer  (1), Gerntke, Schmitz, Schauer
Betreuer: Riemer, Hanning, Lüdtke, Rohloff
SC DHfK Leipzig: Badstübner, Voigt – Löser   (8), Emanuel  (8/2), Esche  (7), Seidler   (4), Wenzel  (3), Wellner  (3), Ruoff (1), Leubner, Günther, Szép Kis
Betreuer: Henoch, Haber, Stockmar, Manteuffel
Schiedsrichter: Fabian vom Dorff & Christian vom Dorff
| HSG Dutenhofen/Münchholzhausen | TSV Burgdorf | 14.05. So. 16:00 Uhr | 21.05. So. 16:00 Uhr | 65 : 53 |
| HSG Dutenhofen/Münchholzhausen | TSV Burgdorf | 32 : 17 (16 : 09)    | 33 : 36 (19 : 21)    | 65 : 53 |

 HSG Dutenhofen/Münchholzhausen – TSV Burgdorf  32:17 (16:9)
Sonntag, den 14. Mai 2017 in Wetzlar, Sporthalle Dutenhofen, 700 Zuschauer
HSG Dutenhofen/Münchholzhausen: Klimpke, Weber – Rüdiger (9), Weber  (7/1), Schreiber   (4), Waldgenbach (4), Wassberg (3), Reuschling (2), Hafer (1), Weimer (1), Okpara (1), Vatter  , Sturm, Kaiser
Betreuer: Nober, Weber, Kraft
TSV Burgdorf: Wernlein, Wilde – Donker   (4), Büchner  (4/1), Lutze  (3), Juric (2), Diebel   (2), Weiß (1), Wetzker (1),
Krenke , Mävers, Range, Foltyn , Machate
Betreuer: Kothe , Sanchez, Rau, Thiele
Schiedsrichter: Ramesh Thiyagarajah & Suresh Thiyagarajah
 TSV Burgdorf – HSG Dutenhofen/Münchholzhausen   36:33 (21:19)
Sonntag, den 21. Mai 2017 in Burgdorf, Burgdorf GPS Schulzentrum, 300 Zuschauer
TSV Burgdorf: Wernlein, Wilde – Büchner  (10/5), Mävers  (5), Thiele (5), Diebel (4), Juric  (3), Weiß (3), Krenke (2), Lutze (2), Donker      (1), Foltyn (1), Range , Machate
Betreuer: Kothe, Sanchez , Rau, Semisch
HSG Dutenhofen/Münchholzhausen: Klimpke (1), Weber – Rüdiger  (12/1), Waldgenbach (6/2), Weber    (5), Schreiber  (4), Reuschling (2), Okpara (2), Wassberg (1), Weimer , Vatter, Sturm, Kaiser, Patt
Betreuer: Nober, Weber, Kraft
Schiedsrichter: Manuel Borchardt & Lukas Grude

## Finale

### Qualifizierte Teams
Für das Finale qualifiziert waren:
| Füchse Berlin Reinickendorf HSG Dutenhofen/Münchholzhausen | (Gruppenerster Staffel Nord) (Gruppenerster Staffel Ost) |

### Ergebnisse
Das Hinspiel fand am 28. Mai 2017 statt. Das Rückspiel fanden am 3. Juni 2017 statt.
| Füchse Berlin Reinickendorf | HSG Dutenhofen/Münchholzhausen | 28.05. So. 16:00 Uhr | 03.06. Sa. 18:00 Uhr | 54 : 54* |
| Füchse Berlin Reinickendorf | HSG Dutenhofen/Münchholzhausen | 27 : 30 (13 : 17)    | 27 : 24 (13 : 10)    | 54 : 54* |

* Die HSG Dutenhofen/Münchholzhausen wurde deutscher Meister aufgrund der Auswärtstorregel.

### Hinspiel
Füchse Berlin Reinickendorf – HSG Dutenhofen/Münchholzhausen   27:30 (13:17)
Sonntag, den 28. Mai 2017 in Berlin, Lilli-Henoch-Sporthalle, 299 Zuschauer
Füchse Berlin Reinickendorf: Rau , Ferjan – Simak (4), Rozman  (4/1), Matthes (4), Raguse  (4), Schroeder (3), Pust (3), Knauer (2), Schauer  (2), Urios Gonzalez  (1), Gerntke, Schmitz, Butzke 
Betreuer: Riemer, Hanning, Lüdtke, Rohloff
HSG Dutenhofen/Münchholzhausen: Klimpke , Weber – Rüdiger (10/4), Waldgenbach (7), Weber    (5), Schreiber  (3), Reuschling (2), Okpara  (2), Vatter  (1), Weimer, Sturm, Kaiser, Patt, Wassberg
Betreuer: Nober, Weber, Kraft
Schiedsrichter: Fabian Baumgart & Sascha Wild

### Rückspiel
HSG Dutenhofen/Münchholzhausen – Füchse Berlin Reinickendorf  24:27 (10:13)
Samstag, den 3. Juni 2017 in Wetzlar, Sporthalle Dutenhofen, 1.713 Zuschauer
HSG Dutenhofen/Münchholzhausen: Klimpke, Weber – Rüdiger (9/2), Waldgenbach  (6), Schreiber (3), Weber   (3/1), Okpara  (2), Reuschling (1), Weimer, Vatter  , Sturm, Kaiser, Patt, Wassberg
Betreuer: Nober, Weber, Kraft
Füchse Berlin Reinickendorf: Rau, Ferjan – Rozman  (7/5), Knauer  (6), Simak   (5), Raguse   (5), Matthes (2), Urios Gonzalez (1), Pust (1), Gerntke, Schroeder, Schmitz, Schauer 
Betreuer: Riemer, Hanning, Lüdtke, Rohloff
Schiedsrichter: Andreas Pritschow & Marcus Pritschow